# 陀槍師姐II
《陀槍師姐II》（英語：Armed Reaction II）是香港電視廣播有限公司製作的時裝警匪電視劇，全劇共32集，監製鄺業生。此劇為《陀槍師姐系列》的第二輯。
此劇曾於2002年9月及2009年3月至4月在翡翠台、2020年9月20日在TVB經典台重播。2021年6月5日在馬來西亞版TVB經典台重播第二辑。

## 故事大綱
陀槍師姐朱素娥（關詠荷飾）與陳小生（歐陽震華飾）在上一輯的結合，原來只是生的幻想，朱素娥對婚姻缺乏信心，決定用一年時間觀察陳小生的表現。工作上，朱素娥被升為沙展，並調往EU衝鋒隊，以其獨特性格去領導一群男子漢，遇到了前所未有的挫折，故寄望陳小生可加快升職，穩定經濟，讓其可託付終身。
陳小生被朱素娥壓至透不過氣之時，結識了一靚女鄰居沈翹（姚瑩瑩飾），翹浪漫獨立，與生非常合拍，更主動向生示愛，生與娥之感情遂亮起紅燈。
另一方面，女警陳三元（滕麗名飾）與程鋒（魏駿傑飾）雖順利結成夫婦，但由於兩人均好強，婚後常起衝突，工作上亦互相對峙，元毅然申請調職，加入了衝鋒隊。 自此，鋒與元聚少離多，鋒寂寞難耐下到酒吧賣醉，竟與一女郎發生一夜情，元知悉後憤然與鋒分居。為與鋒拗氣，元過份冒險地追查一宗“的士色魔”案件，卻不慎落入魔掌。

## 演員表

### 陳家
| 演員     | 角色   | 暱稱／關係 |
| 歐陽震華 | 陳大生 | 王二妹之亡夫 陳小生之亡兄 陳三元、陳四喜、陳五福之亡父 程峰、童家輝之亡岳父 程守忠、何金梅之亡亲家 程莎莎、程嘉嘉之亡外公 參見陀槍師姐 |
| 朱咪咪   | 王二妹 | 二妹姐 生記茶餐廳老闆娘 陳小生之大嫂 陳三元、陳四喜、陳五福之母 陳大生之妻 程莎莎、程嘉嘉之外婆 參見陀槍師姐 |
| 歐陽震華 | 陳小生 | 小生、陳Sir 軍械法證科督察→升為軍械法證科高級督察→CAIU虐兒調查組、被喻為「警界神槍手」 王二妹之叔仔 陳三元、陳四喜、陳五福之二叔 陳大生之弟 程莎莎、程嘉嘉之二叔公 朱素娥之男友，後分手，後再復合 沈翹之夫，後离婚 于第13集不知道为何朱素娥离婚一直追上她，但失败 參見陀槍師姐 |
| 滕麗名   | 陳三元 | 三蚊雞、三元 WPC20447重案組→EU衝鋒隊→CAIU虐兒調查組 香港第一名因執勤而開槍的女警，及因執勤而成為首位被強姦的女警 陳大生、王二妹之長女 陳小生之大侄女 陳四喜、陳五福之大姊 程峰之妻 程守忠、何金梅之媳妇 程莎莎、程嘉嘉之母 朱素娥之好友 參見程家                               |
| 梁雪湄   | 陳四喜 | 阿喜 英達投資公司職員→照記的士車行員工→生記茶餐廳老闆娘之一 陳大生、王二妹之次女 陳小生之二侄女 陳三元之妹 陳五福之二姊 童家輝之妻 程莎莎、程嘉嘉之二姨 參見陀槍師姐 |
| 姚樂怡   | 陳五福 | 阿福 電視台女明星 陳大生、王二妹之幼女 陳小生之三侄女 陳三元、陳四喜之妹 歐志強之女友 程莎莎、程嘉嘉之小姨 參見陀槍師姐 |

### 余家
| 演員   | 角色   | 暱稱／關係 |
| 關詠荷 | 朱素娥 | 娥姐 WPC17614→衝鋒隊警長→虐兒調查組→西九龍交通部警署警長 余永財前妻 余家樂之母 陳小生之女友，後分手，後再復合 陳三元上司兼好友 參見陀槍師姐 |
| 張錦程 | 余永財 | 朱素娥前夫 余家樂之父 于第4集因得愛滋病而赴美就醫                                                                                           |
| 丁 力  | 余家樂 | 家樂仔 余永財、朱素娥之子 |

### 程家
| 演員   | 角色   | 暱稱／關係 |
| 楚 原  | 程守忠 | 何金梅之夫 程峰之父 陳三元之老爺 程莎莎、程嘉嘉之爺爺 參見陀槍師姐 |
| 馬海倫 | 何金梅 | 程守忠之妻 程峰之母 陳三元之奶奶，與其不和，後和好 程莎莎、程嘉嘉之嬤嬤 參見陀槍師姐 |
| 魏駿傑 | 程 峰  | 程Sir、阿峰 重案組督察 程守忠、何金梅之子 陳三元之夫 陳大生、王二妹之女婿 陳四喜、陳五福之姐夫 梁向东、歐志強、鮑頂天之上司 程莎莎、程嘉嘉之父 童家輝之連襟 于第15集與Bonnie發生一夜情 於第18集因接受不到陳三元被鮑國平強姦的事實，毆打鮑頂天 於第32集被蒲勇槍伤，后苏醒 參見陀槍師姐            |
| 滕麗名 | 陳三元 | 三蚊雞、三元 WPC20447重案組→EU衝鋒隊→CAIU虐兒調查組 陳大生、王二妹之長女 陳小生之大侄女 陳四喜、陳五福之大姊 程峰之妻 程守忠、何金梅之媳妇 程莎莎、程嘉嘉之母 朱素娥之好友 于第18集被鲍国平强奸后患上创伤后压力后遗症 于第32集发现自己怀孕 ，二年半后她生的双胞胎名稱分为嘉嘉和莎莎 參見陀槍師姐 |

### 楊家
| 演員   | 角色    | 暱稱／關係 |
| 張兆輝 | 楊光照  | 楊哥 照記的士車行老闆 之前是黑社会老大却因为何金鈴的死决定改行为的士車 曾暗恋朱素娥 何金鈴之夫 Fion之姐夫 於第13集登場 於第20集被陈四喜误以为他很贪心，实际上他在还钱，最后告诉陈四喜和朱素娥他自己的事 於第31集因朱素娥的事，一整天喝醉酒，同时也放弃他自己的事业 於第32集结婚 |
| 關詠荷 | 何金鈴  | 楊光照之亡妻 Fion之姐 八年前因难产身亡 仅第20集中楊光照回忆出现 （特别演出） |
| 關詠荷 | 朱素娥  | 娥姐 WPC17614→衝鋒隊警長→虐兒調查組→西九龍交通部警署警長 余永財前妻 余家樂之母 陳小生之女友，後分手，後再復合 陳三元上司兼好友 參見余家 |
| 周家怡 | Fion Ho | 楊光照之小姨 何金鈴之妹 |

### 衝鋒隊（EU）
| 演員   | 角色   | 暱稱／關係 |
| 關詠荷 | 朱素娥 | 娥姐 WPC17614→衝鋒隊警長→虐兒調查組→西九龍交通部警署警長 余永財前妻 余家樂之母 陳小生之女友，後分手，後再復合 陳三元上司兼好友 參見余家                                                                          |
| 滕麗名 | 陳三元 | 三蚊雞、三元 WPC20447重案組→EU衝鋒隊→CAIU虐兒調查組 陳大生、王二妹之長女 陳小生之大侄女 陳四喜、陳五福之大姊 程峰之妻 程守忠、何金梅之媳妇 程莎莎、程嘉嘉之母 朱素娥之好友 于第18集成为首部被强奸的女警 參見程家 |
| 鄧一君 | 童家輝 | 神童 衝鋒隊成員 李Sir、朱素娥下屬 曾暗恋陈三元，後為其妹夫 程峰之連襟 陳大生、王二妹之二女婿 陳四喜之夫 陳五福之二姐夫                                                                                           |
| 駱應鈞 | 牛 榮  | 衝鋒隊成員 李Sir、朱素娥下屬 |
| 麥嘉倫 | 花 弗  | 衝鋒隊成員 李Sir、朱素娥下屬 于第4集被葉長勝枪杀 |
| 關 菁  | 文 叔  | 衝鋒隊成員 李Sir、朱素娥下屬 |
| 魯振順 | 李Sir  | 督察 朱素娥、陳三元、童家輝、牛榮、文叔上司 |

### 西九龍重案組
| 演員              | 角色 | 暱稱／關係 |
| 李子奇            | 何一正 | 何Sir 重案組警司 曾協助VICE特別職務隊S.D.S.反色情行動組 程峰、軍佬、花洒、鮑頂天上司 |
| 魏駿傑            | 程 峰 | 程Sir、阿峰 重案組督察 程守忠、何金梅之子 陳三元之夫 陳大生、王二妹之女婿 陳四喜、陳五福之姐夫 梁向东、歐志強、鮑頂天之上司 程莎莎、程嘉嘉之父 童家輝之連襟 於第18集因接受不到陳三元被鮑國平強姦的事實，毆打鮑頂天 參見面具色魔殺人案、程家 |
| 馬德鐘            | 梁向东 | 軍佬 何Sir、程峰下屬 梁美珍之夫 於第28集發現梁美珍发生一日夜情照片而感到非常生氣，最后原谅其 參見陀槍師姐 |
| 邵傳勇            | 歐志強 | 花洒 警察 何Sir、程峰下屬 陳五福男友 |
| 李成昌            | 鮑頂天 | 頂爺 警長 何Sir、程峰下屬 劉順好之長子 鮑國平之兄 於第18集因其弟強姦陳三元致入院，被程峰毆打 參見陀槍師姐、面具色魔殺人案 |
| 周 暘             | 陈永康 | 康仔 警察 何Sir、程峰下屬 頂替陳三元 |
| 待 查 （童年）    | 鮑國平 （主人格） | 阿平 鮑頂天之弟 劉順好之次子 在西九龍重案組的食堂中工作 翁文成之好友 非常胆小，不敢说多话 自翁文成死后患有人格分裂 |
| 駱達華            | 鮑國平 （主人格） | 阿平 鮑頂天之弟 劉順好之次子 在西九龍重案組的食堂中工作 翁文成之好友 非常胆小，不敢说多话 自翁文成死后患有人格分裂 |
| 翁文成 （次人格） | 阿成 本剧反派 面具色魔（的士判官） 非常大胆杀人，做人非常恨毒 鮑國平所分裂出来的另一种人格 於第10集强姦杨家宝、蔡杏兰、莫晶晶 于第11集姦殺郭小娟 于第14集想姦殺杨安琪，但被梁向东发现并逃跑 于第16集成功姦殺杨安琪 於第18集强姦陈三元 於第19集堕海失踪後失忆 於第26集恢复记忆 於第27集被陈三元枪伤，后逮捕 參見面具色魔殺人案、色魔回歸 | |

### 西九龍CAIU虐兒調查組
| 演員     | 角色   | 暱稱／關係 |
| 歐陽震華 | 陳小生 | 小生、陳Sir 軍械法證科督察→升為軍械法證科高級督察→CAIU虐兒調查組、被喻為「警界神槍手」 王二妹之叔仔 陳三元、陳四喜、陳五福之二叔 陳大生之弟 程莎莎、程嘉嘉之二叔公 參見陳家         |
| 關詠荷   | 朱素娥 | 娥姐 WPC17614→衝鋒隊警長→虐兒調查組→西九龍交通部警署警長 余永財前妻 余家樂之母 陳小生之女友，後分手，後再復合 陳三元上司兼好友 參見余家                                             |
| 滕麗名   | 陳三元 | 三蚊雞、三元 WPC20447重案組→EU衝鋒隊→CAIU虐兒調查組 陳大生、王二妹之長女 陳小生之大侄女 陳四喜、陳五福之大姊 程峰之妻 程守忠、何金梅之媳妇 程莎莎、程嘉嘉之母 朱素娥之好友 參見程家 |
| 陳彥行   | 小龍女 | 虐兒調查組探员 成志超之鬥氣冤家，後為其女友 |
| 唐文龙   | 成志超 | 超人 虐兒調查組探员 小龍女之鬥氣冤家，後為其男友 |
| 李岡龍   | 鄭吉祥 | 吉仔 虐兒調查組警员 |
| 梁詠琳   | 莫愛美 | Madam Mok 虐兒調查組警司 陳小生、朱素娥、陈三元、成志超、小龍女、鄭吉祥之上司 |
| 河國榮   | 韋Sir  | 總警司 莫愛美、何一正上司 |

### 軍械鑑證科
| 演員     | 角色   | 暱稱／關係 |
| 郭德信   | 郭Sir  | 軍械鑑證科警司 陳小生、Peter、Joe上司 |
| 歐陽震華 | 陳小生 | 小生、陳Sir 軍械法證科督察→升為軍械法證科高級督察→CAIU虐兒調查組、被喻為「警界神槍手」 王二妹之叔仔 陳三元、陳四喜、陳五福之二叔 陳大生之弟 程莎莎、程嘉嘉之二叔公 參見陳家 |
| 陳榮峻   | Peter  | 警察 郭Sir、陳小生下屬 |
| 葉振聲   | Joe    | 警察 郭Sir、陳小生下屬 |

### 生記茶餐廳
| 演員   | 角色   | 暱稱／關係                                                                                               |
| 朱咪咪 | 王二妹 | 二妹姐 生記茶餐廳老闆娘 陳小生之大嫂 陳三元、陳四喜、陳五福之母 陳大生之妻 程莎莎、程嘉嘉之外婆 參見陳家 |
| 郭卓樺 | 歐健全 | 口水全 生記茶餐廳侍應                                                                                    |
| 陳勉良 | 師父昌 | 生記茶餐廳師父                                                                                           |

### 單元案件

#### 狙击手（第1-5集）
| 演員   | 角色   | 暱稱／關係 |
| 夏韶聲 | 葉長勝 | 第一单元大反派 頭號通緝犯 容小麗前男友 杀死谭珍妮之凶手 於第5集被逮捕                                               |
| 康 華  | 容小麗 | Mon姐 葉長勝前女友（舞小姐） 因出賣葉長勝而被追殺 華都夜總會老闆之一 李國基女友 於第5集因妨礙司法公正與接贓而被逮捕 |
| 李煒棋 | 李國基 | Mark 容小麗男友兼助手                                                                                               |
| 戴志偉 | 霍耀東 | 黑社會老大 容小麗死對頭 於第2集被捕                                                                                 |
| 黎彼得 | 師爺坤 | |
| 鄭家生 | 神 風  | 霍耀東手下 |
| 谷 峰  | 雷 剛  | 雷爺 黑社会老大 |
| 黄凤琼 | 谭珍妮 | Jenny 容小麗助手 於第1集被叶长胜所杀                                                                                |
| 杜大偉 | 何志剛 | 細 Dee 神風手下 |
| 孫季卿 | 何 炳  | 何志剛的爺爺 |
| 李啟傑 | 发 仔  | 神風手下 |
| 招石文 | 金 卓  | 金老闆 華都夜總會大股東                                                                                             |
| 安德尊 | -      | 神父（第1集） |
| 沙 鳳  | 七 嬸  | （第3集） |
| 吳亦謙 | -      | 馬伕（第3集） |
| 陳燕航 | -      | 妓女（第3集） |
| 劉家聰 | -      | 地產經紀（第4集）                                                                                                   |
| 陳仲維 | -      | 銀行經理（第4集）                                                                                                   |
| 宋芝齡 | -      | 花弗女友（第4集）                                                                                                   |
| 劉桂芳 | -      | 江太太（第5集） |
| 陳月茹 | -      | 方太太（第5集） |
| 魏惠文 | -      | 石油氣送貨員（第5集）                                                                                               |
| 凌 漢  | -      | 看更（第5，18集）                                                                                                   |

#### 投資陷阱（第6-10集）
| 演員   | 角色   | 暱稱／關係 |
| 夏 萍  | 李桂蓮 | 曾家寶之母 因一生積蓄被董震英所騙而患精神病                                                                             |
| 王偉樑 | 曾家寶 | 李桂蓮之子 暗恋沈翹 绑架董澤光 於第10集被逮捕                                                                           |
| 王 偉  | 董震英 | 第二单元大反派 表面上为正规英達投資公司老闆，实际其所开公司專騙取投資人金錢 董澤光之父 於第10集因失足跌落樓梯而半身不遂 |
| 姚瑩瑩 | 沈 翹  | 孤兒 張叔明之徒兼前女友 Uncle Roy的契女 電影美術指導 曾家寶之暗恋对象 暗恋陳小生 於第5集出場 參見其他演員               |
| 方 傑  | 陳 泰  | 董震英手下 |
| 李鴻杰 | 黃 彬  | 董震英手下 |
| 鄧兆尊 | 董澤光 | 董震英之子 於第9集被曾家寶绑架                                                                                          |
| 蒲茗藍 | Jack   | 董澤光跟班 |
| 程小龍 | 軍火廖 | 負責電影軍火設備 沈翹同事                                                                                               |
| 黃蘊妍 | -      | 記者（第6集） |
| 焦 雄  | 道具林 | 向沈翹追電影道具尾數（第6集）                                                                                           |
| 湯俊明 | Sam    | （第6集） |
| 傅楚卉 | Sandy  | （第6集） |
| 梁達祺 | Rayman | （第6集） |
| 李中希 | Kent   | （第6集） |
| 陳瑞華 | -      | 售貨員（第6集） |
| 戴少民 | 張製片 | Benny（第7，23集） |
| 伍慧珊 | -      | 舞小姐（第7集） |
| 陳紫媚 | -      | 舞小姐（第7集） |
| 張漢斌 | -      | 部長（第7集） |
| 黃俊紳 | 華     | （第7集） |
| 彭國樑 | -      | 保鏢（第9集） |
| 楊證樺 | -      | 保鏢（第9集） |
| 林偉雄 | -      | 保鏢（第10集） |
| 施 敏  | Ada    | （第10集） |
| 趙淑儀 | -      | 記者（第10集） |
| 翟佩雲 | Mandy  | （第9集） |
| 陳楚翹 | Mary   | （第9集） |

#### 面具色魔殺人案（第10-19集）
- 本案參考雨夜屠夫林過雲

| 演員   | 角色              | 暱稱／關係 |
| 駱達華 | 鮑國平 （主人格） | 鮑頂天之弟 年幼時因受到嫂子的虐待而患上精神病，但因母親認為中邪而阻斷治療 劉順好之次子 翁文成之好友 後翁文成死后接受不了而導致精神病復發患有人格分裂 參見西九龍重案組 |
| 駱達華 | 翁文成 （次人格） | 第三单元大反派 面具色魔殺人案真凶 面具色魔（的士判官） 鮑國平所分裂出来的另一种反差人格，並非真正翁文成的人格 於第10集强姦杨家宝、蔡杏兰、莫晶晶 于第11集姦殺郭小娟 于第14集想姦殺杨安琪，但被梁向东发现并逃跑 于第16集成功姦殺杨安琪 於第18集强姦陈三元 於第19集堕海失踪後失忆 參見色魔回歸 |
| 羅 蘭  | 劉順好            | 鮑頂天、鮑國平之母 |
|        | 翁文成            | 真正的翁文成 鮑國平之好友 两年前因病去世 |
| 虞天偉 | 冯老板            | 警局餐廳老闆 |
| 周凱珊 | 郭小娟            | 面具色魔殺人案之死者 警局餐廳老闆娘（28岁） 何宗耀之情妇 于第11集被鮑國平姦殺 |
| 邓汝超 | 何宗耀            | 郭小娟之情夫 |
| 曾慧云 | 玲                | 鮑頂天之前妻 虐打鲍国平 引致鲍国平患有精神病 |
| 邵卓尧 | -                 | 玲之情夫 |
| 李家鼎 | 翁志豪            | 翁文成之父 |
| 李思蓓 | 杨安琪            | 面具色魔殺人案之死者 女明星（24岁） 于第14集险被鮑國平（翁文成）姦殺 于第16集被鮑國平（翁文成）姦殺 |
| -      | 杨家宝            | 面具色魔殺人案之受害者 19岁 於第10集被鮑國平（翁文成）强姦 |
| -      | 蔡杏兰            | 面具色魔殺人案之受害者 24岁 於第10集被鮑國平（翁文成）强姦 |
| -      | 莫晶晶            | 面具色魔殺人案之受害者 17岁 於第10集被鮑國平（翁文成）强姦 |
| 滕麗名 | 陳三元            | 三蚊雞、三元 面具色魔殺人案之受害者 WPC20447重案組→EU衝鋒隊→CAIU虐兒調查組 陳大生、王二妹之長女 陳小生之大侄女 陳四喜、陳五福之大姊 程峰之妻 程守忠、何金梅之媳妇 程莎莎、程嘉嘉之母 朱素娥之好友 於第18集被鮑國平（翁文成）强姦，成为首部被强姦的女警 參見程家                              |
| 譚一清 | -                 | 解籤佬（第12集） |
| 蘇恩磁 | 歐姑娘            | 社工（第12集） |
| 馮曉文 | 阮麗冰            | 殷茵的母親（第12集） |
| 何啟南 | 羅偉發            | 阮麗冰同居男友（第12集） |
| 李海生 | 慶 叔             | 的士司機（第12集） |
| 黃梓瑋 | Cat               | （第12集） |
| 黃煒林 | -                 | 醫生（第12集） |
| 余慕蓮 | -                 | 垃圾婆（第13集） |
| 劉文俊 | -                 | 收保護費的小混混（第13集） |
| 黎秀英 | -                 | 老闆娘（第13集） |
| 魏惠文 | -                 | 郵局主任（第13集） |
| 黃仲匡 | -                 | 報販（第13集） |
| 鍾志光 | 楊先生            | 楊天佑的父親（第15集） |
| 温裕紅 | 楊太太            | 楊天佑的母親（第15集） |
| 黃天鐸 | -                 | 法醫官（第15集） |
| 黄月明 | Bonnie            | 与程峰酒後发生一夜情（第15集） |
| 梁輝宗 | Sam               | 楊安琪男友（第16集） |
| 陳秀茹 | -                 | 啤酒女郎（第16集） |
| 李志華 | -                 | 醫生（第16集） |
| 凌漢   | -                 | 管理員 |
| 陳狄克 | 培                | 朱素娥對面屋住客（第17集） 變態偷内褲狂 於第18集被師奶發現為連環偷内褲的人後，遭逼遷 |
| 劉文俊 | -                 | 疑犯，涉嫌非禮及虐打女童（第18集） |
| 趙永洪 | -                 | 墳場職員（第19集） |
| 蔡國興 | -                 | 育德小學校長（第19集） |
| 王維德 | Frankie           | 導演（第19集） |
| 官仲銘 | -                 | 製片（第19集） |

#### 虐兒（第19-25集）
| 演員   | 角色   | 暱稱／關係                                                               |
| 張鴻昌 | 陳建安 | 第四单元大反派 蔣秀蘭之夫 陳兆威之父 长期虐打陳兆威、蔣秀蘭 于第25集被捕 |
| 呂 珊  | 蔣秀蘭 | 陳建安之妻 陳兆威之母 長期受陳建安虐打 虹之情敵                          |
| 姚紹忠 | 陳兆威 | 陳建安、蔣秀蘭之子 長期受陳建安虐打 于第25集被陳建安打至肺部内出血       |
| 湯盈盈 | 張 虹  | 陳建安深圳二奶 蔣秀蘭之情敵                                              |
| 陳肖明 | miss方 |                                                                          |
| 馮瑞珍 | 馬修女 |                                                                          |
| 趙靜儀 | 梁美珍 | 軍佬之妻 育德小學老師 少女時曾遭豐年騙色                                 |
| 游 飈  | 阿 秋  | 陳建安的同事（第21集）                                                   |
| 楊證樺 | 火 雞  | Fion 的男友，小白臉（第21集）                                            |
| 陳 琪  | Amy    | 電視台女明星（第22集）                                                   |
| 華忠男 | 洪 豹  | 在建築工地開非法賭檔、放高利貸和設賣淫架步（第24集）                     |
| 伍燕妮 | 方小敏 | 陳五福藝員訓練班同學（第24集）                                           |
| 傅楚卉 | -      | 童家輝女友，在酒吧分手（第24集）                                         |
| 徐 榮  | Peter  | 電影男主角（第25集）                                                     |

#### 色魔回歸（第26-27集）
| 演員   | 角色              | 暱稱／關係 |
| 駱達華 | 鮑國平 （主人格） | 鮑頂天之弟 劉順好之次子 翁文成之好友 自翁文成死后患有人格分裂 於第27集跟陈三元道歉，因为翁文成强奸她 |
| 駱達華 | 翁文成 （次人格） | 面具色魔 鮑國平所分裂出来的另一种人格 强姦杨家宝、蔡杏兰、莫晶晶、陈三元 姦殺郭小娟、杨安琪 於第19集堕海失踪後失忆 於第26集恢复记忆 於第27集被陈三元枪伤，后逮捕 參見面具色魔殺人案                              |
| 滕麗名 | 陳三元            | 三蚊雞、三元 WPC20447重案組→EU衝鋒隊→CAIU虐兒調查組 陳大生、王二妹之長女 陳小生之大侄女 陳四喜、陳五福之大姊 程峰之妻 程守忠、何金梅之媳妇 程莎莎、程嘉嘉之母 朱素娥之好友 於第27集枪伤鮑國平（翁文成） 參見程家 |
| 關詠荷 | 朱素娥            | 娥姐 WPC17614→衝鋒隊警長→虐兒調查組→西九龍交通部警署警長 余永財前妻 余家樂之母 陳小生之女友，後分手，後再復合 陳三元上司兼好友 於第27集被鮑國平（翁文成）打伤，后入院康复 參見余家                               |
| 余子明 | 強 叔             | 元朗豬場老闆，救了墮海失憶的鮑國平（第26集） |
| 羅 蘭  | 劉順好            | 鮑頂天、鮑國平之母 |

#### 劫犯（第26-32集）
| 演員   | 角色       | 暱稱／關係 |
| 劉少君 | 豐 年      | Derek 永年電影公司股東之一 幫張子貴洗錢 騙財騙色慣犯,企圖強姦陳五褔 於第28集被逮捕                                                                                        |
| 王俊棠 | 張子貴     | 大富貴 第二辑終極大反派 永年電影公司股東之一 蒲勇之好友兼同谋 於第31集綁架徐天福 於第32集劫持沈翹，却被朱素娥的偷袭以及陈小生踢去他放炸弹地方，最后因来不及逃生遭炸彈炸死 |
| 艾 威  | 張 劑      | 張子貴之手下 於第32集被逮捕 |
| 邱萬城 | 大 象      | 張子貴之手下 於第32集被逮捕 |
| 梁健平 | 關保羅     | 保安公司經理 張子貴之手下 竊取金工廠保安圖給張子貴打劫 於第32集被逮捕 |
| 劉家輝 | 蒲 勇      | 本剧大反派 蒲傑之兄 張子貴之好友兼同谋 打劫金工廠慣犯 於第32集以复仇来綁架沈翹 同集成功枪伤程峰，却被陳三元射殺身亡                                                       |
| 戴耀明 | 蒲 傑      | 本剧大反派 蒲勇之弟 打劫金工廠慣犯 于第31集中槍身亡 |
| 黃文標 | 山 狗      | 蒲勇之手下 于第32集被逮捕 |
| 麥子雲 | 紅 番      | 蒲勇之手下 于第32集被逮捕 |
| 江 漢  | 徐天福     | 香港富豪 天福集團老闆 劉淑研之夫 於第31集遭張子貴、蒲勇綁架 於第32集被平安救出 同集决定把洗黑钱全部捐在慈善机构                                                           |
| 姚瑩瑩 | 沈 翹      | 孤兒 張叔明之徒兼前女友 Uncle Roy的契女 電影美術指導 曾家寶之暗恋对象 暗恋陳小生 于第32集遭被蒲勇綁架，后被张子贵劫持，最后获救 參見其他演員                              |
| 李麗麗 | 劉淑研     | 徐天福之妻 |
| 伍燕妮 | 方小敏     | 陳五福藝員訓練班同學（第24集） |
| 趙靜儀 | 梁美珍     | 軍佬之妻 育德小學老師 少女時曾遭豐年騙色 |
| 羅浩楷 | 周 才      | 製片（第26集） |
| 李中希 | Jones      | 男明星（第26集） |
| 宋芝齡 | -          | 女明星（第26集） |
| 李燕珊 | Shirley    | 女明星（第26集） |
| 凌子軒 | -          | 男明星（第27集） |
| 馬國明 | -          | 男明星（第27集） |
| 李明麗 | -          | 女明星（第27集） |
| 王少萍 | -          | 女明星（第27集） |
| 陳肖明 | -          | 教員（第28集） |
| 鄧英敏 | 岑國輝     | 徐天福的下屬（第29集） |
| 勞少娟 | Judy杜嘉慧 | 關保羅的女友（第29集） |
| 陳秀茹 | Ada        | （第30集） |
| 歐耀興 | David      | （第31集） |
| 曾健明 | -          | 徐天福的司機（第31集） |
| 何美好 | -          | 警察（第31集） |
| 羅君左 | -          | 警察（第31集） |
| 梁克遜 | -          | 律師（第31集） |

### 其他演員
| 演員       | 角色      | 暱稱／關係 |
| 姚瑩瑩     | 沈 翹     | 孤兒 張叔明之徒兼前女友 Uncle Roy的契女 電影美術指導 曾家寶之暗恋对象 暗恋陳小生 於第5集出場 於第19集與陳小生酒後發生關係，于第21集二人结婚，及後于第29集二人离婚 第31集重新追回小生惟被拒絕 第32集遭被蒲勇綁架，后被张子贵劫持，最后获救 于同集正式離婚 參見投資陷阱、劫犯 |
| 單立文     | 張叔明    | James 電影導演 沈翹師父兼前男友 |
| 劉美珊     | 蔣曼紅    | Ammie 張叔明前女友 |
| 區家偉     | Gary      | 製片（第24集） |
| 陳鍵鋒     | 添        | 沈翹同事 |
| 戴少民     | Benny     | 沈翹同事 |
| Joe Junior | Uncle Roy | 酒吧老闆 沈翹之契爺 影射好友、樂壇教父Uncle Ray |
| 陳浩民     | 常健康    | 警察 單解心未婚夫 特別客串，参见反黑先锋（第32集） |
| 何韻詩     | 單解心    | 常健康未婚妻 特別客串，参见反黑先锋（第32集） |
| 金興賢     | 梁昭明    | Dr. Leung 臨床心理學家，亦負責向警察教授兒童心理課（第9，15，19，26，27集） |
| 李啟傑     | -         | 「都市追擊」主持（第6，10集） |
| 楊茜堯     | -         | 「都市追擊」主持（第6，10，16集） |
| 楊凱慈     | -         | 新聞報導員（第8，10集） |
| 馬國明     | -         | 警察餐廳員工（第11集） |

## 犯駁之處
監製鄺業生曾表示《陀槍師姐》本來只計劃拍攝一輯，但由於播出後大受歡迎，故在無綫電視要求下決定開拍續集。因此，本輯不少劇情及人物均與上一輯出現了矛盾：
- 上一輯大結局以小生、娥姐、程鋒及三元的婚禮作結，但為令故事延續下去，本輯第一集便講述上一輯之結局僅為小生之幻覺，實際上結婚的只有程鋒及三元。然而，第一集的婚禮現場，與上一輯出現極大分別。
- 鮑頂天於上一輯曾表示自己從未娶妻，但此輯則表示曾娶過一名妻子，後因出軌及虐待鮑國平而被趕走，令鮑國平患上精神病。
- 梁向東（軍佬）的妻子，上一輯由一名跑龍套角色飾演，但由於其在此輯擔任一名案件的重要證人，變成了由趙靜儀飾演。

## 外部連結
- 無綫電視官方網頁 - 陀槍師姐II
- 《陀槍師姐II》 GOTV 第1集重溫

## 電視節目的變遷
| 翡翠台凌晨劇集時段 星期二至六 00:15－01:20 3月7日至3月28日 00:05－01:05 | 翡翠台凌晨劇集時段 星期二至六 00:15－01:20 3月7日至3月28日 00:05－01:05 | 翡翠台凌晨劇集時段 星期二至六 00:15－01:20 3月7日至3月28日 00:05－01:05 |
| ----------------------------------------------------------------------- | ----------------------------------------------------------------------- | ----------------------------------------------------------------------- |
|                                                                         | 陀槍師姐II （2009.3.7 － 2009.4.21）                                    |                                                                         |
| 廉政行動2007 （2009.2.28 － 2009.3.6）                                  | 陀槍師姐III （2009.4.22 － 2009.6.4）                                   |                                                                         |